# Takoradi
Takoradi, antigament Taccarada, fou una ciutat de Ghana, després unida a Sekondi per formar la metròpoli de Sekondi-Takoradi.
Taccarada fou una possessió britànica establerta el 1646. La Companyia de Mercaders Comerciant a Guinea va concertar en aquest any, una vegada més, tot i la irada protesta dels neerlandesos, contractes amb els governants nadius i va establir factories angleses a Egya, Anomabo, Anashan i Takoradi (Taccarada) amb el desplaçament dels neerlandesos que també tenien factories a la zona. En aquest any els anglesos van començar amb l'establiment d'un factoria a Takoradi o Taccarada. El comerç neerlandès disminuïa i l'anglès augmentava. Els atacs de l'almirall holandès Engel de Ruyter el 1664-1665 no van afectar les factories de Cape Corse i Shama, però si que va conquerir els forts de Cormantin (Cormantine, 29 de gener de 1665) i Taccarada i com que els Països Baixos no els va voler retornar (1665) va esclatar formalment la guerra que va continuar fins al tractat de Breda de 1667 quan un article del tractat reconeixia als neerlandesos Kormantin (Cormantine) i Taccarada, mentre deixava als anglesos Cape Corse, que fou reanomenada Cape Coast. Taccarada, després Takoradi, va pertànyer a la república neerlandesa fins a la venda de la Costa d'Or Neerlandesa als britànics el 1872.